# إليجيرية قلبية
إليجيرية قلبية (الاسم العلمي:Illigera cordata) هي نوع من النباتات تتبع جنس الإليجيرية من فصيلة الهرنانديات.